# 里奥格兰德 (皮奥伊州)
皮奥伊州里奥格兰德（葡萄牙語：Rio Grande do Piauí）是巴西皮奥伊州的一个市镇。总面积595.37平方公里，总人口6445人，人口密度10.8人/平方公里。